# Max Dittmar Henkel
Max Dittmar Henkel (Kassel, 31 maart 1879 – Amsterdam, 31 mei 1944) was een Nederlands kunsthistoricus van Duitse afkomst. Hij was jarenlang conservator aan 'het Rijksprentenkabinet en maakte naam op het gebied van geschiedenis van de grafische kunsten, in het bijzonder van de oudnederlandse houtsnijkunst en boekillustraties.

## Levensloop
Max-Dittmar Henkel werd in 1879 in Kassel geboren. Hij studeerde in Berlijn af als landmeetkundig ingenieur en vervolgens in de kunstgeschiedenis. Na zijn kandidaatsexamen filosofie in Bonn werd hij ingelijfd als infanterist in het keizerlijke Duitse leger. In 1904 deserteerde hij naar Nederland. Hier deed hij het staatsexamen Nederlands M.O.-A en trad in dienst als secretaris van graaf Van Aldenburg Bentinck op kasteel Middachten in De Steeg.
Vanaf 1911 was hij werkzaam als conservator op het Rijksprentenkabinet in Amsterdam. Hij trouwde in 1912 met Johanna Elisabeth Lauckhardt, een nakomelinge van de Duitse schrijver Friedrich Christian Laukhard.
Na de opheffing van het Rijksprentenkabinet als zelfstandige instelling in 1934 werd Henkel benoemd tot hoofdconservator van het Rijksmuseum belast met de leiding van het Rijksprentenkabinet. Na het overlijden van de hoofddirecteur Schmidt Degener volgde Henkel hem op. Hij bedankte voor de benoeming als hoofddirecteur, omdat deze zou worden ondertekend door Seyss-Inquart. De benoeming tot waarnemend hoofddirecteur werd daarop ondertekend door de secretaris-generaal van het Departement van Opvoeding, Wetenschap en Cultuurbescherming. Tegenover de bezetter stelde Henkel zich opmerkelijk onafhankelijk op.

## Publicaties
- Holzschnitte, Metallschnitte, Kupferstiche in holländischen Sammlungen. Amsterdam, Kupferstichkabinett des Rijksmuseums; den Haag, Museum Meermanno-Westreenianum und Kgl. Bibliothek; Haarlem, Frans Hals-Museum und Sammlung Enschedé (1918)
- Goethe en de Nederlandsche kunst (1922)
- De houtsneden van Mansion's Ovide Moralisé / Bruges 1484 (1922)
- Le Dessin hollandais des origines au XVIIe siècle (1931)
- Koninklijk Oudheidkundig Genootschap 1858-1933. Gedenkboek t.g.v. het 75 jarig bestaan (1933 met F.W. Hudig e.a.)
- Catalogus van de Nederlandsche Teekeningen in het Rijksmuseum te Amsterdam. Deel 1 Teekeningen van Rembrandt en zijn School (1942)